# 農業部臺南區農業改良場
農業部臺南區農業改良場（簡稱臺南場），為中華民國農業部下的四級機關，負責臺南市、嘉義縣、嘉義市及雲林縣農業試驗應用  及推廣業務。

## 沿革
- 1902年成立臺南廳農會附屬農場。
- 1923年改名臺南州立農事試驗場。
- 1950年改組為臺灣省臺南區農林改良場，直屬臺灣省政府農林廳。
- 1958年改名臺灣省臺南區農業改良場。
- 1999年7月1日精省後，改隸行政院農業委員會，更名為「行政院農業委員會臺南區農業改良場」。
- 2003年自臺南市東區遷移至新化區現址[4]。
- 2023年8月1日起隨農委會升格為農業部，更名為「農業部臺南區農業改良場」。

## 組織
- 場長
  - 副場長
    - 秘書

業務單位
- 作物改良課
- 作物環境課
- 農業推廣課

分場
- 嘉義分場（位於嘉義縣鹿草鄉）
- 朴子分場（位於嘉義縣朴子市）
- 雲林分場（位於雲林縣斗南鎮）
- 義竹工作站（位於嘉義縣義竹鄉）

行政單位
- 人事室
- 主計室
- 秘書室

## 外部連結
- （繁體中文）（英文）農業部臺南區農業改良場* （繁體中文）臺南區農業改良場出版品訂購網（页面存档备份，存于）